# 허겸
허겸(許蒹, 1851년 10월 23일 ~ 1939년 10월 21일)은 한국의 독립운동가이다. 일명, 허혁(許爀), 허환(許煥), 허노(許魯)이다.

## 생애
경북 선산의 거유 집안에서 차남으로 태어났다. 1896년 을미의병기에 쓴 이름이 허겸, 1907년 정미의병 때 경기도 연천에서 쓴 이름이 허환, 그리고 도만하여 부민단을 조직할 당시에 쓴 이름이 허혁이었다. 항일투쟁 4형제로 허훈, 허신의 아우이고, 허위의 형이다.
허훈과 허위를 도와 의병운동에 참가했으며, 국권상실 후에는 허위의 유가족 일가를 이끌고 만주로 망명해 경학사를 계승한 부민단 초대 단장을 역임하는 등 10여 년 동안 남,북 만주와 노령들을 전전하며 항일운동을 전개했다.

## 사후
- 1991년 건국훈장 애국장이 추서되었다.

## 참고자료
- 허겸 - 두산세계대백과사전